# Estadio Manny Ramjohn
El Estadio Manny Ramjohn (en inglés: Manny Ramjohn Stadium) situado en Marabella ( incorporada en los 90 a la ciudad de San Fernando), en la Isla de Trinidad parte del país caribeño de Trinidad y Tobago, es un recinto deportivo que recibió su nombre en honor de un corredor de larga distancia, Manny Ramjohn , la primera persona en ganar una medalla de oro para Trinidad y Tobago en un gran evento deportivo internacional . El estadio fue construido para el Mundial Sub-17 de 2001 de la FIFA que fue organizado por Trinidad y Tobago. También fue sede de los juegos de la Copa Mundial Femenina Sub - 17 de la FIFA 2010.
Fue inaugurado el 17 de septiembre de 2001, con el juego España - Burkina Faso del Mundial Sub-17 2001.